# 李京淑
李 景淑（李 京淑とも、リ・ギョンスク、리경숙、1970年 - ）は、北朝鮮の歌手、声楽教育家である。

## 人物
7歳の時に革命歌劇「金剛山の歌」などに出演し才能を認められた。1988年に平安南道平城芸術学院で声楽を勉強し、卒業後は普天堡電子楽団に入団。また、学生時代には映画や歌劇に出演することもあった。北朝鮮国内では、生活についての歌で親近感と生きた喜びを与える歌手として評価されており、1992年には功勲俳優の称号を受賞した。1991年9月には普天堡電子楽団の日本巡回公演に参加している。今までに北朝鮮の光明音楽社よりCD「リ・ギョンスク独唱曲集」を4枚発売しており、VHSは木蘭ビデオ社から「リ・ギョンスク独唱会 1、2、総集編」が発売されている。
現在は金元均名称音楽総合大学平壌第1音楽学院声楽学部教員を務める。
同楽団のベース担当キム・ヨンイルと結婚をし、一男一女をもうけている。(結婚した時期は不明)

## 主なディスコグラフィー
オリジナル曲
- 도시처녀 시집와요（都会の娘がお嫁に来るよ） （公演）
- 내 이름 묻지마세요（私の名前を聞かないで）（公演）
- 반갑습니다（嬉しいです） （公演1）（公演2）
- 다시 만납시다（また会いましょう）（公演）

カバー曲
- 아리랑（アリラン） (公演）
- 즐거운 람바다（楽しいランバダ）
- 사회주의 좋다（社会主義は良い）

- 길동무（みちづれ）
- 북부지방의 봄（北国の春）（公演）

※斜体字のものは公演会の映像のみ